# Президентские выборы в Словакии (1999)
Президентские выборы в Словакии 1999 года состоялись 15 мая (I тур) и 29 мая (II тур). Это были первые прямые выборы президента (ранее президент избирался парламентом). Во втором туре победу одержал Рудольф Шустер.
В выборах участвовало 10 кандидатов. Явка на выборах составила 73,89 % в первом туре и 75,45 % во втором.

## Результаты
| Кандидат        | Фото | Партия                               | Первый тур          | Второй тур          |
| --------------- | ---- | ------------------------------------ | ------------------- | ------------------- |
| Рудольф Шустер  |      | Беспартийный                         | 1 396 950 (47,37 %) | 1 727 481 (57,18 %) |
| Владимир Мечьяр |      | Движение за демократическую Словакию | 1 097 956 (37,23 %) | 1 293 642 (42,81 %) |
| Магда Вашариова |      | Беспартийная                         | 194 635 (6,6 %)     | —                   |
| Иван Мяртан     |      |                                      | 105 903 (3,59 %)    | —                   |
| Ян Слота        |      | Словацкая национальная партия        | 73 836 (2,5 %)      | —                   |
| Борис Зала      |      |                                      | 29 697 (1 %)        | —                   |
| Юрай Швец       |      | Беспартийный                         | 24 077 (0,81 %)     | —                   |
| Юрай Лазарчик   |      | Коммунистическая партия Словакии     | 15 386 (0,52 %)     | —                   |
| Ян Демикат      |      | Национальная альтернатива Словакии   | 4 537 (0,15 %)      | —                   |
| Михал Ковач     |      | Беспартийный                         | 5 425 (0,18 %)      | —                   |